# Otoplastia
La otoplastia es una cirugía en la cual se resuelven las deformidades de la oreja; estas pueden ser muy variadas desde la ausencia total de la oreja (microtia) a simplemente una proyección muy notable de la misma por la ausencia del antehelix o el helix.
La otoplastia más frecuente es la operación de orejas despegadas (separadas, prominentes, de soplillo, en asa). En los métodos tradicionales (los más conocidos son los de Converse, Stenström y Pitanguy), el cirujano realiza una incisión detrás de la oreja para exponer y remodelar el cartílago.
Ahora existen nuevas técnicas para la otoplastia sin incisiones y simplemente se utilizan suturas permanentes que se colocan tras la oreja bajo la piel para ayudar a mantener la nueva forma de la oreja en su lugar. Entre los métodos más conocidos están el método de Fritsch y el método de Merck.
Este procedimiento quirúrgico no mejora la audición del paciente, pero si su autoestima. En los casos de microtia en ocasiones es necesaria la reconstrucción de la misma, la cirugía plástica ofrece muchas alternativas, una de ellas es la técnica de Brent que consiste en cuatro tiempos quirúrgicos y reconstruye la oreja en un periodo de 2 años tras un gran trabajo quirúrgico y artesanal. Hay otras técnicas que han ofrecido su reconstrucción en un solo tiempo quirúrgico sin los mismos resultados. En casos menos graves es posible reconstruir la oreja usando los mismos principios que Brent usa para reconstruir la microtia con excelentes resultados.
En los casos de hiperproyección de la oreja por la ausencia del helix o el antehelix se logra su corrección con cirugías en las cuales se busca reconstruir este. Es ideal realizar estos procedimientos durante la infancia porque las posibilidades de que la oreja regrese a su estado previo son menores. Este fenómeno es provocado debido a la memoria del cartílago auricular. Sin contar claro que evita que el niño (y los padres) pasen por constantes comentarios por parte de otros niños y adultos. Aunque en el caso de la microtia es mejor esperar a que hayan cumplido de 8 a 11 años según diferentes autores hasta que la oreja sana haya alcanzado el tamaño adulto y el cartílago costal sea suficiente para poder realizar el injerto de cartílago que se realiza en el 1.er tiempo de Brent.

## Técnicas

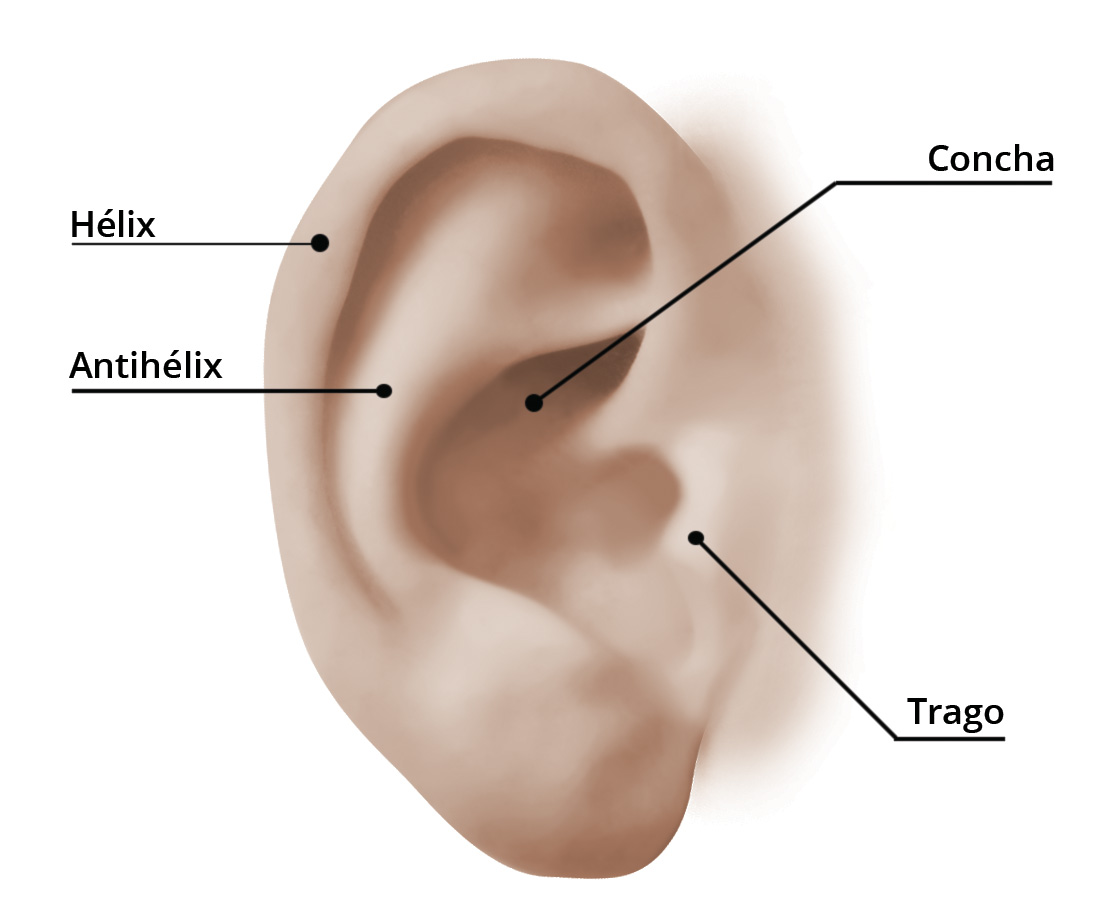

Existen diferentes técnicas para realizar una cirugía de orejas. Por lo general la técnica quirúrgica que el médico decida utilizar va a depender de la naturaleza y del grado del problema. 
- Mustardé:

Es la técnica más conocida (utilizada desde la década del 60) y empleada para corregir el antihélix, cuya forma es poco desarrollada. En ese proceso se marca una línea en el centro del nuevo antihélix que se desea conseguir y de una porción de piel en forma de huso posteriormente.
- Furnas:

Consiste en la colocación de suturas conchomastoideas permanentes. Está indicada en el caso de una concha agrandada y un pliegue antihélix normalmente formado. Cuando este pliegue es defectuoso, se puede combinar con la técnica de Mustardé.
- Converse:

Consiste en  realizar una incisión de la piel retroauricular siguiendo la forma del hélix, aproximadamente a un centímetro del borde de éste con exposición del cartílago. La oreja se pliega hacia atrás y el borde posterior del antihélix, la fosa triangular y el borde de la concha se marcan con tinta en el aspecto anterior del pabellón auricular.
- Chongchet:

Consiste en doblar la oreja  hacia atrás para formar el deseado antihélix. Se marca desde la raíz del hélix de forma paralela al borde de este. Se dibuja una elipse cutánea en la parte posterior de la oreja que se extirpa y se separan los bordes cutáneos por encima del pericondrio. Se hace una incisión en el cartílago de espesor total sin atravesar el pericondrio de la cara anterior. Por medio de esa incisión se despega la piel en un plano subpericondrico.

## Intervención
La intervención se puede realizar con anestesia local, aunque es conveniente valorar la edad y carácter del paciente para determinar el tipo de anestesia más conveniente. Por ese motivo en adultos normalmente utilizamos anestesia local, mientras que en niños preferimos una sedación muy ligera en combinación de anestesia local, para un mayor confort del niño/a.
Se trata de una intervención de un tiempo estimado entre 1 y 2h de duración. 
No requiere hospitalización por lo que el paciente puede a volver a casa unas horas después de haber realizado la operación.
Existen dos tipos de intervención distintas según el caso a tratar. Si el desplegamiento no es muy grande, se pliega el cartílago y se dan puntos de sutura en la piel. Si el desplegamiento es muy grande se ancla el cartílago al cráneo y se retira la piel sobrante.
Los resultados son apreciables desde el primer momento donde se aprecia que las orejas quedan pegadas a la cabeza, aunque durante el postoperatorio se lleva una banda que no permite ver la posición final de las orejas.
El postoperatorio es importante que lleve la banda elástica para acabar de fijar la postura de las orejas y evitar la suciedad, de esta manera hay que dejar que las orejas cicatricen. También es importante evitar sitios de calor por eso se recomienda realizar la operación en invierno. Durante al menos una semana se suelen recetar antibióticos, analgésicos y antiinflamatorios siendo los dos primeros días los más incómodos del postoperatorio.

### Proceso de recuperación
La otoplastia es un procedimiento quirúrgico que se realiza para corregir deformidades en las orejas, como las orejas prominentes o en forma de "soplillo". La recuperación de la otoplastia generalmente sigue un proceso que puede variar según el paciente y las técnicas utilizadas por el cirujano plástico. Sin embargo, a continuación se describe un proceso de recuperación típico después de una otoplastia:

#### Postoperatorio inmediato
Después de la cirugía, se colocarán vendajes alrededor de las orejas para protegerlas y mantenerlas en la nueva posición. También se pueden colocar drenajes temporales para ayudar a eliminar cualquier acumulación de líquido o sangre. El paciente puede experimentar hinchazón, moretones y molestias en las orejas y áreas circundantes.

#### Primeros días
Durante los primeros días después de la cirugía, es importante seguir las instrucciones del cirujano plástico para el cuidado de las vendas y los drenajes, si los hay. El paciente debe descansar lo suficiente, mantener la cabeza elevada al dormir y evitar tocarse o rascar las orejas.

#### Retiro de vendajes y drenajes
Después de unos días, el cirujano plástico puede retirar los vendajes y drenajes en una cita de seguimiento. Esto puede aliviar parte de la incomodidad y permitir una mejor inspección de los resultados iniciales.

##### Cuidados especiales
El uso de faja postquirúrgica o vendajes compresivos después de la otoplastia puede ser recomendado por el cirujano plástico para ayudar en el proceso de recuperación y estas fajas postquirúrgicas o vendajes compresivos pueden tener varios propósitos, que pueden incluir: 

###### Reducción de la hinchazón
Las faja postquirúrgica o vendajes compresivos pueden ayudar a reducir la hinchazón en las áreas tratadas, incluyendo las orejas y las áreas circundantes. Al proporcionar una compresión suave, pueden ayudar a reducir la acumulación de líquido y la inflamación.

###### Soporte y estabilidad
Las faja postquirúrgica o vendajes compresivos también pueden proporcionar soporte y estabilidad a las orejas recién intervenidas, ayudando a mantenerlas en la posición deseada durante la recuperación. Esto puede ayudar a minimizar el riesgo de que las orejas vuelvan a su posición original y asegurar una cicatrización adecuada.

###### Protección
Las Fajas postquirúrgica o vendajes compresivos pueden proteger las orejas de posibles traumas o golpes accidentales durante el proceso de recuperación, especialmente durante las actividades diarias.
Es importante seguir las instrucciones del cirujano plástico en cuanto al uso de las faja postquirúrgica o vendajes compresivos, incluyendo la duración del tiempo que se deben usar, la forma de colocarlos y cualquier cuidado adicional necesario. Es posible que el cirujano plástico ajuste las faja postquirúrgica o vendajes compresivos a lo largo del proceso de recuperación, según el progreso del paciente y las necesidades específicas del caso.
Es fundamental recordar que cada paciente es diferente y que el proceso de recuperación puede variar. Por lo tanto, es crucial seguir las instrucciones y recomendaciones del cirujano plástico de manera diligente para garantizar una recuperación exitosa y obtener los mejores resultados posibles de la otoplastia.

#### Actividad física limitada
Durante las primeras semanas después de la cirugía, es importante evitar actividades físicas extenuantes o deportes de contacto que puedan afectar las orejas. El paciente debe seguir las recomendaciones del cirujano plástico en cuanto a la actividad física permitida.

#### Hinchazón y moretones
Es normal experimentar hinchazón y moretones en las orejas y áreas circundantes después de la otoplastia. Sin embargo, estos síntomas generalmente disminuyen con el tiempo y pueden ser aliviados con compresas frías y medicamentos recetados o recomendados por el cirujano plástico.

#### Cuidado de las cicatrices
Dependiendo de las técnicas utilizadas por el cirujano plástico, puede haber cicatrices mínimas o invisibles después de la otoplastia. El paciente debe seguir las instrucciones del cirujano plástico para el cuidado de las cicatrices, como la aplicación de cremas o pomadas, y evitar la exposición al sol durante un tiempo determinado.

#### Resultados finales
Los resultados finales de la otoplastia pueden tomar varias semanas o incluso meses en desarrollarse por completo. A medida que la hinchazón disminuye y las cicatrices se desvanecen, las orejas deberían verse más naturales y en una posición más armoniosa con el rostro del paciente.
Es importante tener en cuenta que el proceso de recuperación puede variar según el paciente, y es esencial seguir las instrucciones y recomendaciones del cirujano plástico para garantizar una recuperación exitosa. Siempre es recomendable realizar un seguimiento con el cirujano plástico en las citas de seguimiento programadas para evaluar el progreso de la recuperación y abordar cualquier inquietud o pregunta adicional.

## Alternativas no quirúrgicas
- Otostick: Es una de las alternativas no quirúrgicas a la otoplastia, que es una prótesis de silicona que evita la separación excesiva de orejas. La investigación de esta prótesis se inició en la Universidad de Extremadura, pero fue finalmente la Universidad de Alicante la que tomó el proyecto de la institución anterior y lanzó al mercado una versión definitiva.
- Earfold: es un alternativa a la otoplastia mínimamente invasiva, que se realiza en la consulta del cirujano plástico y que permite en algunos casos corregir las orejas separadas, sin pasar por el quirófano. Earfold es un implante colocado debajo de la piel, que pliega el cartílago (antehélix), corrigiendo el déficit de plicatura de las orejas de soplillo.[10]